# علی بن عباس مجوسی اهوازی
علی بن عباس مجوسی اهوازی، معروف به ابن المجوس و مجوسی اهوازی، که در زبان لاتین به نام Haly Abbas شناخته می‌شود، پزشک و روان‌شناس برجستهٔ ایرانی در سدهٔ چهارم هجری (سدهٔ دهم میلادی) و از اعضای دارالحکمه بود.
او در اهواز متولد شد و علم پزشکی را نزد ابوماهر فارسی (موسی بن سیّار) آموخت. پس از آموزش نزد ابوماهر، او خود به مطالعهٔ کتاب‌های پیشینیان پرداخت. چون اجداد او بر دین زرتشتی بودند، او را «مجوسی» نامیده‌اند.
مجوسی از بزرگ‌ترین پزشکان دولت آل بویه بود و پزشک مخصوص عضدالدولهٔ دیلمی (فناخسرو) گردید. فناخسرو به پزشکی علاقه‌مند بود و ابتدا بیمارستانی در شیراز و سپس بیمارستان العضدی در بغداد را بنیاد نهاد که مجوسی در آن مشغول به کار گردید.
بزرگ‌ترین اثر وی کتاب مَلِکی است که آن را تقدیم به فناخسرو نمود. این کتاب منظم‌تر و خلاصه‌تر از کتاب الحاوی زکریای رازی و کاربردی‌تر از کتاب قانون ابن سینا است که بعد از آن منتشر شد. طب مَلِکی در ۲۰ فصل نگاشته شده است که ۱۰ فصل اول آن شامل مقدمات نظری است و ۱۰ فصل دیگر بر جنبه‌های عملی پزشکی تأکید دارد.
کتاب مَلِکی دو بار به زبان لاتین ترجمه شد. ترجمهٔ نخست در سال ۱۰۸۷ میلادی توسط کنستانتین آفریقایی (به لاتین: Constantinus Africanus) و ترجمهٔ دوم ــ که ترجمهٔ کامل‌تری بود ــ در سال ۱۱۲۷ میلادی توسط استفان پیزایی (به ایتالیایی: Stefano di Pisa) انجام شد.
روش علمی مورداستفادهٔ او دربارهٔ پدیده‌های طبیعی در کتاب مَلِکی شباهت زیادی به روش امروزیِ مورداستفاده در تحقیقات پزشکی دارد. مجوسی در کتاب مَلِکی به موضوعات مختلفی پرداخته است؛ ازجمله: کالبدشناسی، فیزیولوژی، بیماری‌های روانی، و علوم اعصاب. او در این اثر، همچنین بر اخلاق در پزشکی و رابطهٔ سالم بین پزشک و بیمار تأکید دارد.
از تاریخ درگذشت مجوسی و شرح حال وی اطلاع دقیق و تفصیلی در دست نیست؛ همین قدر می‌دانیم که تا سال ۳۸۳ ه‍.ق زنده بوده است.

## علوم اعصاب
مجوسی در کتاب خویش کالبدشناسی اعصاب و فیزیولوژی عصبی را تشریح کرد و نخستین کسی بود که بیماری‌های روانی مختلفی شامل خودبیمارانگاری، کما، همی‌پارزی، مننژیت، یادزدودگی، خستگی، و اندوه عشق را مورد بحث قرار داد. او مراقبت از تندرستی را از طریق تغذیه مقدم بر مصرف داروها می‌شمرد.